# Kisan (Palestine)
Kisan, en arabe : كيسان, est un village du gouvernorat de Bethléem en Palestine, situé au sud de Bethléem, en Cisjordanie.
Selon le recensement du bureau central palestinien des statistiques, la localité compte une population de 560 habitants en 2017.